# Incestophantes logunovi
Incestophantes logunovi là một loài nhện trong họ Linyphiidae.
Loài này thuộc chi Incestophantes. Incestophantes logunovi được Andrei V. Tanasevitch miêu tả năm 1996.